# Linee di Torres Vedras

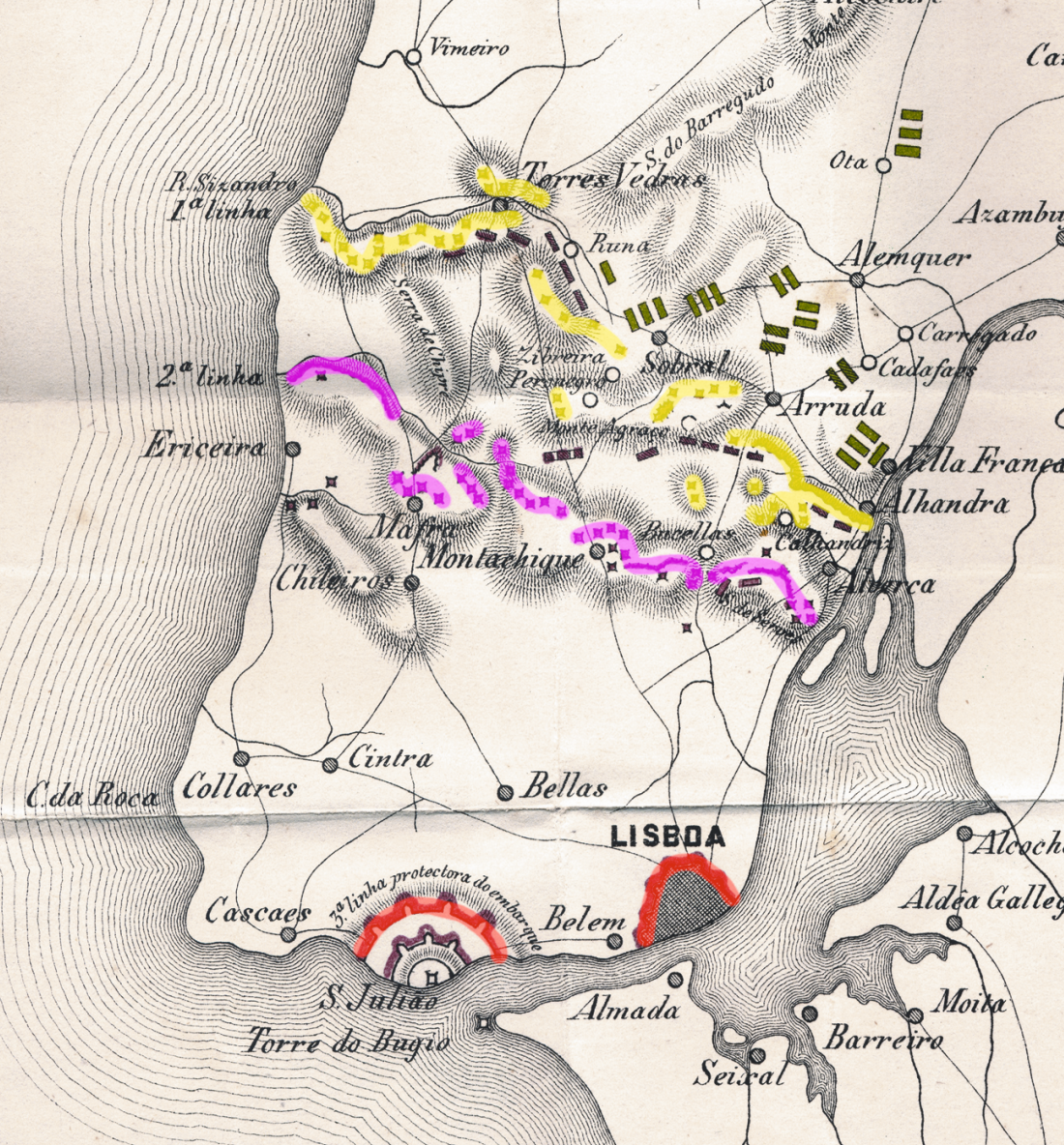
Mappa delle fortificazioni della linea Torres Vedras

Le linee di Torres Vedras furono linee di fortificazioni costruite in segreto per difendere Lisbona nel corso della guerra d'indipendenza spagnola. Presero il nome dalla vicina città di Torres Vedras, la loro costruzione fu ordinata da Arthur Wellesley, I duca di Wellington, e furono erette da Richard Fletcher e dai suoi operai portoghesi tra il novembre 1809 ed il settembre 1810. Furono utilizzate nel 1810 per bloccare l'avanzata di Andrea Massena.

## Nascita

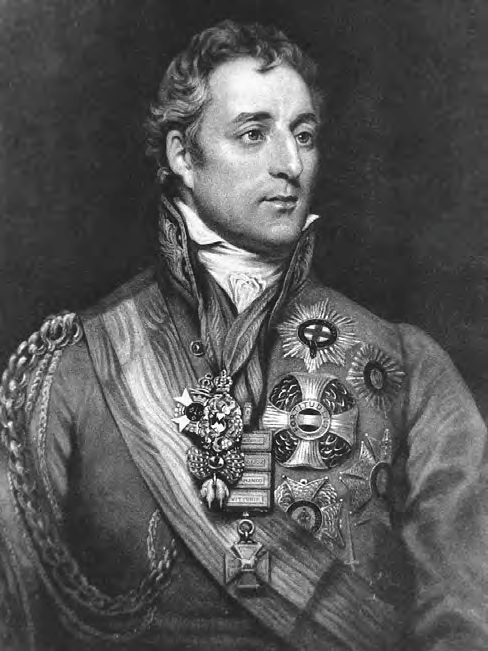
Arthur Wellesley, il Duca di Wellington

Dopo la fallimentare esperienza spagnola della battaglia di Talavera, Wellington decise di potenziare il Portogallo. Utilizzò un resoconto redatto dal colonnello Vincent, richiesto da Junot nel 1807, che descriveva le eccellenti capacità difensive della regione nei pressi di Lisbona. È stato ipotizzato che lo studio condotto dal maggiore Neves Costa abbia influenzato la decisione di Wellington di costruire le linee, ma in realtà i progetti sono antecedenti allo studio di Costa. Fu anche ispirato da Torre Martello lungo la costa inglese de La Manica. Wellington, dopo aver analizzato personalmente l'area, ordinò con il suo memorandum dettagliato del 20 ottobre 1809 la costruzione delle linee di Torres come sistema di fortificazioni ridotte, rivellini, scavi nei rilievi naturali, ecc. Il lavoro iniziò nell'autunno del 1809, e la prima linea fu terminata un anno dopo. Il lavoro proseguì, e nel 1812 erano 34000 gli uomini che vi partecipavano.
I lavori erano supervisionati dal tenente colonnello Richard Fletcher, assistito dal maggiore John Jones, 11 ufficiali britannici, 4 genieri portoghesi e due ufficiali tedeschi della KGL. Il costo fu di circa 100 000 £, una delle più costose opere militari della storia.

## Effetti
L'esercito anglo-portoghese fu obbligato a ritirarsi oltre le linee dopo la battaglia del Buçaco (27 settembre 1810). L'esercito francese guidato dal maresciallo Andrea Massena scoprì una terra sterile (opera della tecnica della terra bruciata) ed il nemico asserragliato dietro un'impenetrabile linea difensiva. Gli uomini di Massena giunsero alle linee l'11 ottobre, e il giorno seguente conquistarono Sobral de Monte Agraço. Dopo aver vinto lo scontro del 13 ottobre contro gli anglo-portoghesi, l'VIII Corpo tentò di andare oltre il giorno successivo. Nella battaglia di Sobral furono respinti.

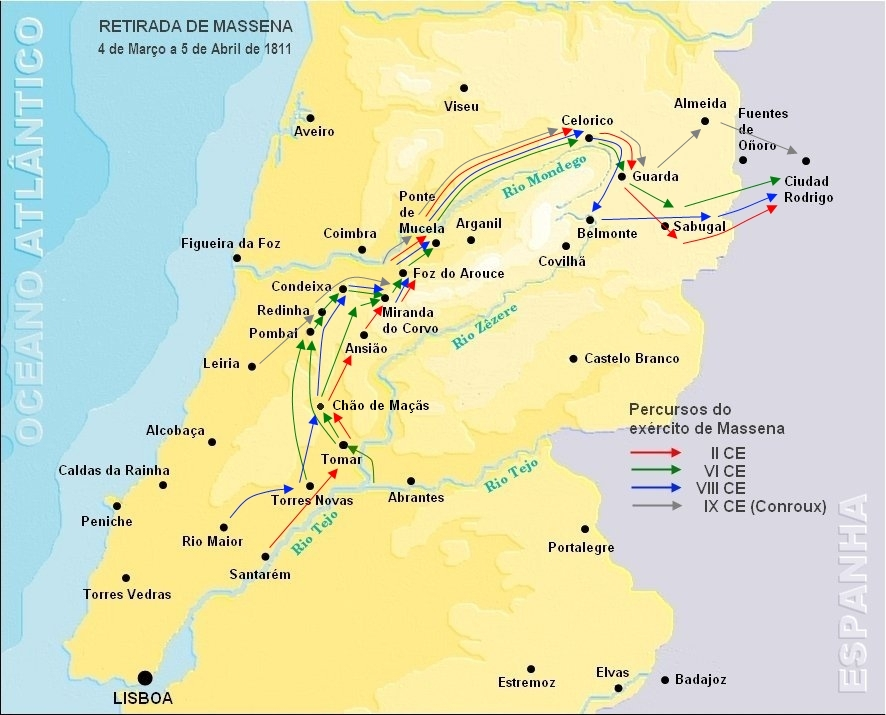
Ritirata di Massena dal Portogallo

Dopo aver tentato di aspettare il nemico, Massena fu obbligato ad obbedire ad una ritirata ordinata verso la Spagna, iniziata la notte del 15 novembre 1810, per rifornire e potenziare il proprio esercito. Il maresciallo Massena iniziò la propria campagna in Portogallo con un esercito (l'Armée de Portugal) forte di 65000 uomini. Quando raggiunse Torres Vedras gli restavano 61000 uomini (4000 li aveva persi nella battaglia del Buçaco). Al ritorno in Spagna aveva perso in tutto 25000 soldati. Uno degli inverni più freddi mai visti colpì il Portogallo, uccidendo molti dei francesi. Gli stessi soldati dovettero subire anche un'epidemia che ne uccise migliaia. Il costo umano fu duro per la popolazione locale, a causa del fatto che le privazioni perduravano. Si stima che tra ottobre 1810 e marzo 1811 circa 50000 portoghesi morirono di fame o malattia.
Gli Alleati furono rafforzati nel 1811 da truppe britanniche fresche, e ripresero l'offensiva. Abbandonarono le linee e non vi fecero ritorno per il resto della guerra d'indipendenza spagnola.

## Descrizione

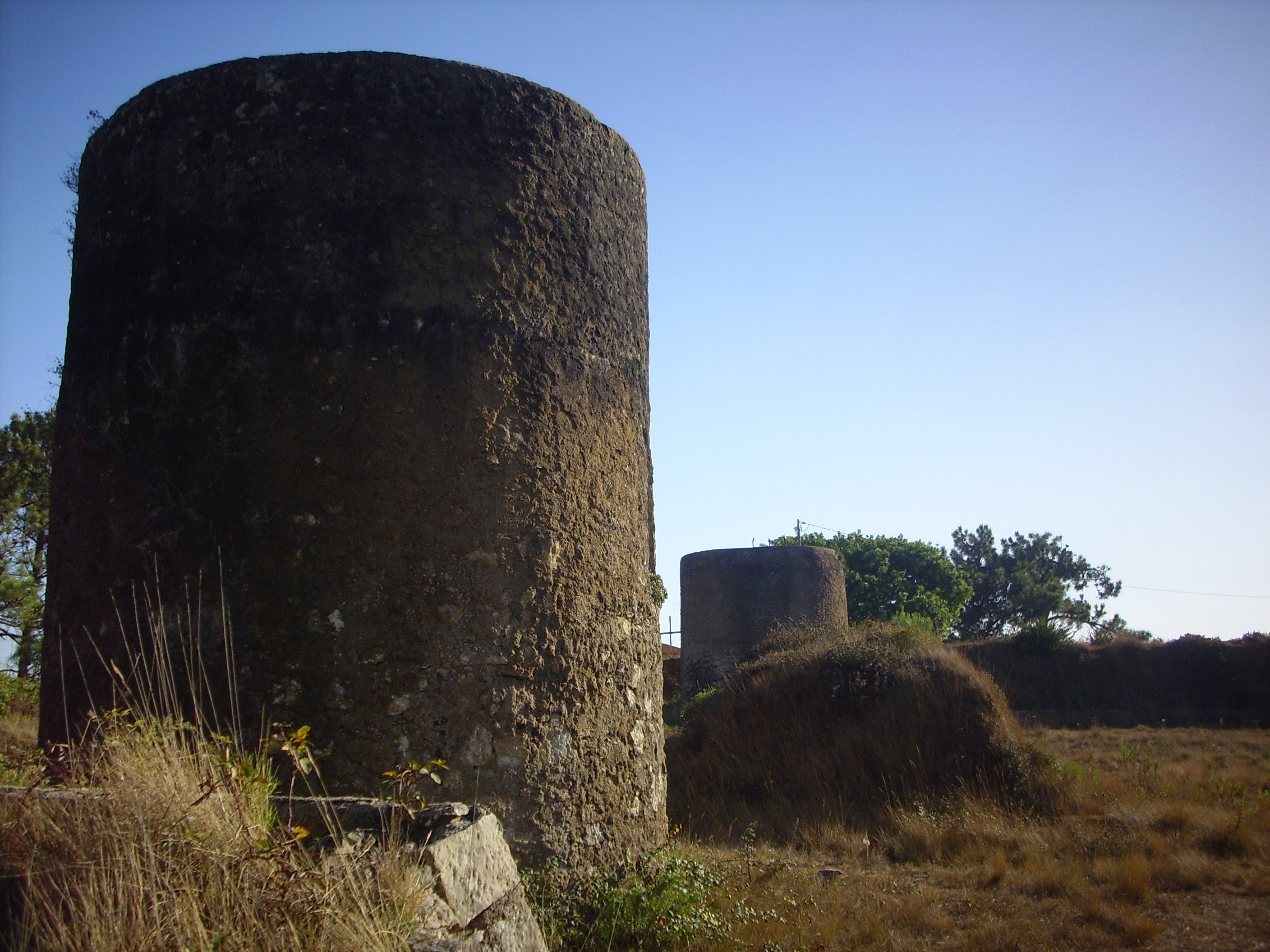
Resti di una ridotta della prima linea Torres Vedras.

Le tre linee di Torres Vedras erano composte da ridotte e fortezze strategicamente disposte in cima a colline, e controllavano le strade che conducevano a Lisbona utilizzando ostacoli naturali. Non rappresentavano una linea continua, ma una serie di aree ben difese autosufficienti, con truppe mobili pronte a contrattaccare quando necessario.
La prima linea, lunga 46 km, univa Alhandra all'estuario del fiume Sizandro. La seconda, 13 km a sud, era lunga 39 km ed univa Póvoa de Santa Iria a Ribamar. La terza era composta di un perimetro difensivo di 3 km, da Paço de Arcos alla torre di Junqueira, a protezione di una spiaggia d'imbarco (San Giuliano) posizionata circa 27 km a sud della seconda linea, protetta da marinai britannici.
Utilizzando inizialmente le milizie di Lisbona oltre a 5000/7000 civili, e con la successiva coscrizione di tutti coloro che abitavano nel raggio di 60 km, il lavoro supervisionato da 18 ufficiali del genio e circa 150 sottufficiali e con un costo di 100 000 £ fu portato a termine, giusto in tempo.
In un anno, quando giunsero i francesi, erano state costruite 126 fortezze e ridotte, con rivellini, batterie distaccate, ecc. I fiumi furono arginati, trasformando ampie aree in paludi, gli anfratti furono riempiti di abbattute, furono costruiti chilometri di mura alte circa cinque metri. Furono costruite strade laterali per permettere il rapido movimento di truppe di supporto, case e mura furono demolite per pulire i campi di fuoco, le colline scavate per creare precipizi impraticabili, e tutto fu organizzato per avere canali in cui il fuoco incrociato dell'artiglieria avrebbe decimato il nemico.
Le tre linee furono dotate di 247 pezzi di artiglieria e di circa 30000 uomini, soprattutto soldati portoghesi, oltre a 8000 spagnoli e 2500 marinai ed artiglieri britannici. Questo permise all'esercito regolare, composto da circa 58000 uomini (24000 portoghesi e 34000 britannici), di operare dietro la prima linea trasferendosi nel punto in cui veniva portato l'attacco.
La maggioranza delle difese erano composte da ridotte contenenti 200-300 soldati e da 3 a 6 cannoni, soprattutto pezzi da 12 libbre che erano in grado di sparare detriti o palle di cannone. Le ridotte erano protette da un fossato largo normalmente 5 metri e profondo 4, con parapetti spessi da 3 a 5 metri. Le ridotte erano solitamente protette da palizzate.
Un possibile approccio ad oriente lungo il Tago era protetto da cannoniere ancorate.
La quarta linea fu costruita a sud del Tago, sulle alture di Almada, per ostacolare un'eventuale invasione proveniente da sud, con un'estensione di 7,3 km. Era composta da 17 ridotte e trincee coperte, 86 pezzi d'artiglieria, era difesa da marinai e uomini di Lisbona per un totale di 7500 uomini.
Il lavoro alle ridotte proseguì, ed alla fine ne furono erette 152.
Grandi parti delle linee sopravvivono ancora oggi, anche se sono parecchio rovinate a causa del fatto che i locali hanno riutilizzato le pietre che le componevano. In tempi recenti, anche grazie a fondi europei, sono stati svolti lavori di recupero e mantenimento.

## Efficienza e coesione
L'efficienza e la coesione delle linee erano basate su cinque punti:
- Le ridotte di artiglieria con artiglieri portoghesi, comandate dal maggior generale José António Rosa, e posizionate in modo da sparare in punti specifici, dove erano attesi gli attacchi nemici. Le linee si estendevano per oltre 80 km. La prima linea aveva 534 pezzi d'artiglieria.
- Le strade militare che coprivano la retroguardia e permettevano un'estrema mobilità alle truppe. Nel settembre 1810 l'esercito aveva circa 66598 soldati regolari. Contando anche ordenanças e milizie si raggiungevano le 77690 unità.
- Il sistema di semafori introdotto dalla marina britannica che permetteva l'invio di un messaggio tra le linee in 7 minuti, o dal quartier generale ad un punto qualsiasi in 4 minuti. Il sistema di segnali aveva cinque stazioni:
  - Ridotta n.30 vicino all'oceano (Ponte do Rol)
  - Fort São Vicente
  - Monte do Socorro vicino a Pêro Negro, quartiere di Wellington. La stazione è stata ricostruita nel 2008
  - Monte Agraço
  - Sobralinho
- La segretezza. La costruzione delle linee richiese, sorprendentemente, soli 10/11 mesi. Lisbona divenne una penisola difesa da un efficiente sistema di fortificazioni. Tutto fu tenuto segreto. Solo un resoconto apparve sui quotidiani di Londra, la principale fonte di informazioni per Napoleone. Si dice che quando Massena si trovò di fronte per la prima volta alle linee, chiese al suo staff perché non ne fossero a conoscenza. "Le ha costruite Wellington" gli risposero alcuni. Massena sbottò: "Diavolo! Wellington ha costruito le montagne?".
- La politica della terra bruciata. A nord delle linee, tutto quello che poteva trasformarsi in sostegno all'esercito invasore fu raccolto, nascosto o bruciato. Un enorme tratto di terra fu reso desertico, e forse 200 000 abitanti dei distretti confinanti con le linee furono evacuati oltre le protezioni, in modo da rendere impossibile l'accampamento dei nemici.[3]